# Ben Harper

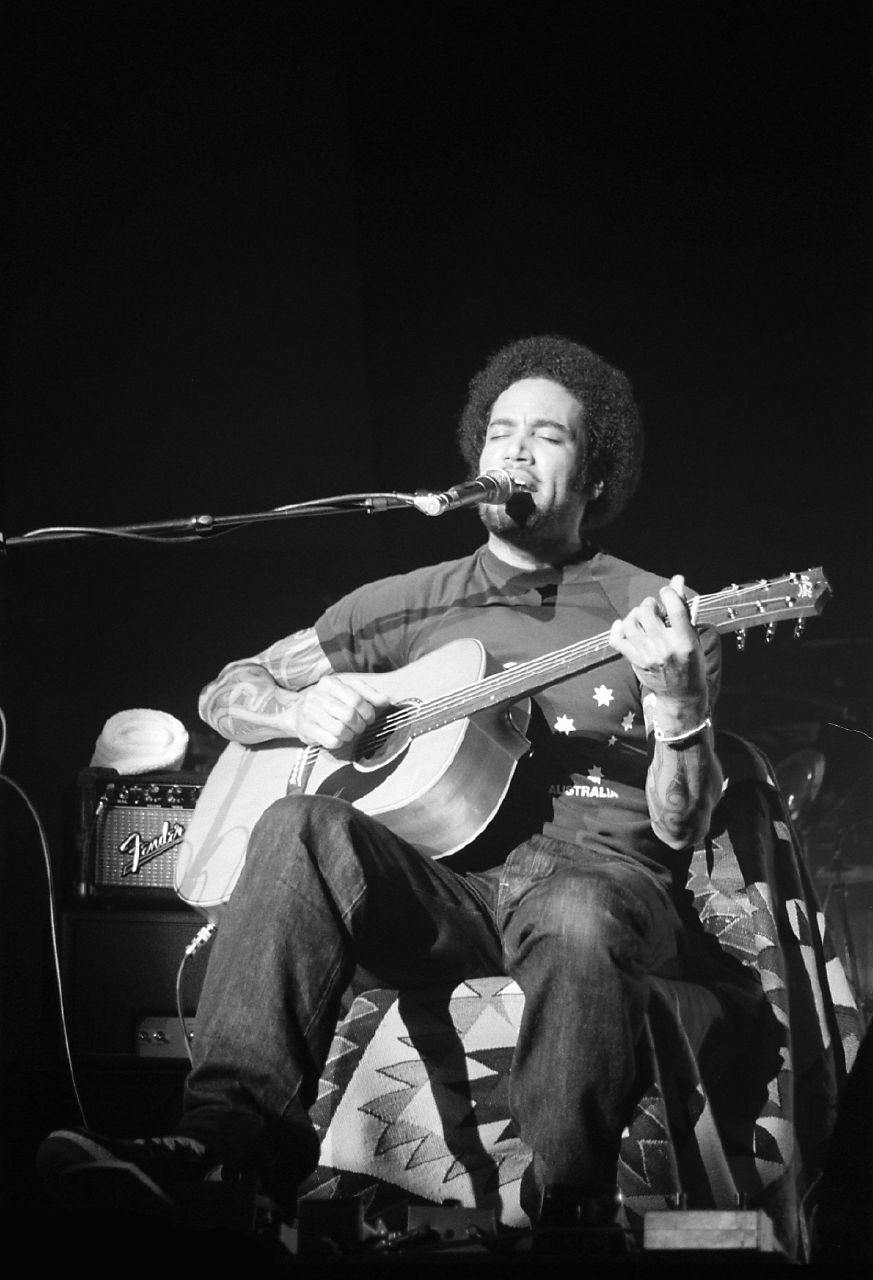
Ben Harper

Benjamin Chase Harper (Claremont (Californië), 28 oktober 1969) is een Amerikaanse singer-songwriter. Hij is gespecialiseerd in akoestische slide-gitaar. The Innocent Criminals is zijn vaste begeleidingsband.

## Biografie
Harper pakt op jonge leeftijd de gitaar op en raakt geïntrigeerd door de Weissenborn-gitaren, een gitaar die al liggend op de schoot bespeeld moet worden als slide-gitaar (kortgezegd: met een stalen buisje - de slide - om een vinger over de snaren glijden in plaats van het indrukken van de snaren). De combinatie van deze aparte muziekklanken en de breekbare stem van Harper trekken al gauw de aandacht als Harper in 1994 zijn eerste album Welcome to the cruel world uitbrengt. De emotionele teksten en de manier waarop hij de nummers vertolkt worden zijn handelsmerk en maakt hem herkenbaar in de massa van muzikanten.
Begin 2000 hielp Harper zijn vriend Jack Johnson aan een platencontract en in 2004 neemt Harper een album op met de Blind Boys of Alabama.
In 2003 werd Harper door de Franse versie van het magazine Rolling Stone uitgeroepen tot 'artiest van het jaar'.
In 2006 werkte hij mee aan het album The Village Sessions van John Mayer in het nummer Waiting for a World to Change.
In 2008 werkten hij en andere artiesten aan het album Songs for Tibet, een steunbetuiging aan Tibet en dalai lama Tenzin Gyatso. Songs for Tibet verscheen tegelijkertijd met de Olympische Zomerspelen 2008 in de Volksrepubliek China waarvan de opening op 8 augustus plaatsvond: het album werd namelijk op 5 augustus uitgebracht via iTunes en vanaf 12 augustus via muziekwinkels overal ter wereld.
In 2009 bracht Harper samen met andere muzikanten onder de naam Relentless7 het album White Lies For Dark Times uit. Op het album staat onder meer zijn nummer Serve Your Soul (van Both Sides of the Gun). Op 25 juni 2009 treedt Relentless7 op in Paradiso, Amsterdam, en in 2010 op North sea jazz Festival in Rotterdam en op Rockin' Park in Nijmegen.
Harper is getrouwd met de actrice Laura Dern, maar vroeg in 2010 de scheiding aan.

## Discografie
- Pleasure and Pain (1992)
- Welcome to the Cruel World (1994)
- Fight for Your Mind (1995)
- The Will to Live (1997)
- Burn to Shine (1999)
- Live from Mars (2001) (live dubbel album)
- Diamonds on the Inside (2003)
- There Will Be a Light (met de Blind Boys of Alabama) (2004)
- Live At The Apollo (2005) (live met The Blind Boys Of Alabama)
- Both Sides Of The Gun (2006) (dubbel studioalbum)
- ...In The Mood For More (2006) (live promoalbum)
- Lifeline (2007)
- White Lies For Dark Times (onder de naam Ben Harper & Relentless7) (2009)
- Live From The Montreal International Jazz Festival (onder de naam Ben Harper & Relentless7) (2010)
- Give Till It's Gone (2011)
- Get Up! (met Charlie Musselwhite) (2013)
- Childhood Home (met Ellen Harper) (2014)
- Call It What It Is (2016)
- No Mercy in This Land (met Charlie Musselwhite) (2018)
- Winter is For Lovers (2020)

## Hitnotaties

### Albums
| Album met eventuele hitnotering(en) in de Nederlandse Album Top 100 | Datum van verschijnen | Datum van binnenkomst | Hoogste positie | Aantal weken | Opmerkingen             |
| ------------------------------------------------------------------- | --------------------- | --------------------- | --------------- | ------------ | ----------------------- |
| Get up!                                                             | 2013                  | 16-02-2013            | 100             | 1*           | met Charlie Musselwhite |

| Album met hitnotering(en) in de Vlaamse Ultratop 200 albums | Datum van verschijnen | Datum van binnenkomst | Hoogste positie | Aantal weken | Opmerkingen             |
| ----------------------------------------------------------- | --------------------- | --------------------- | --------------- | ------------ | ----------------------- |
| Get up!                                                     | 2013                  | 09-02-2013            | 89              | 1*           | met Charlie Musselwhite |